# Östlig svartvit guereza
Östlig svartvit guereza (Colobus guereza) är en art i familjen markattartade primater. 

## Utseende

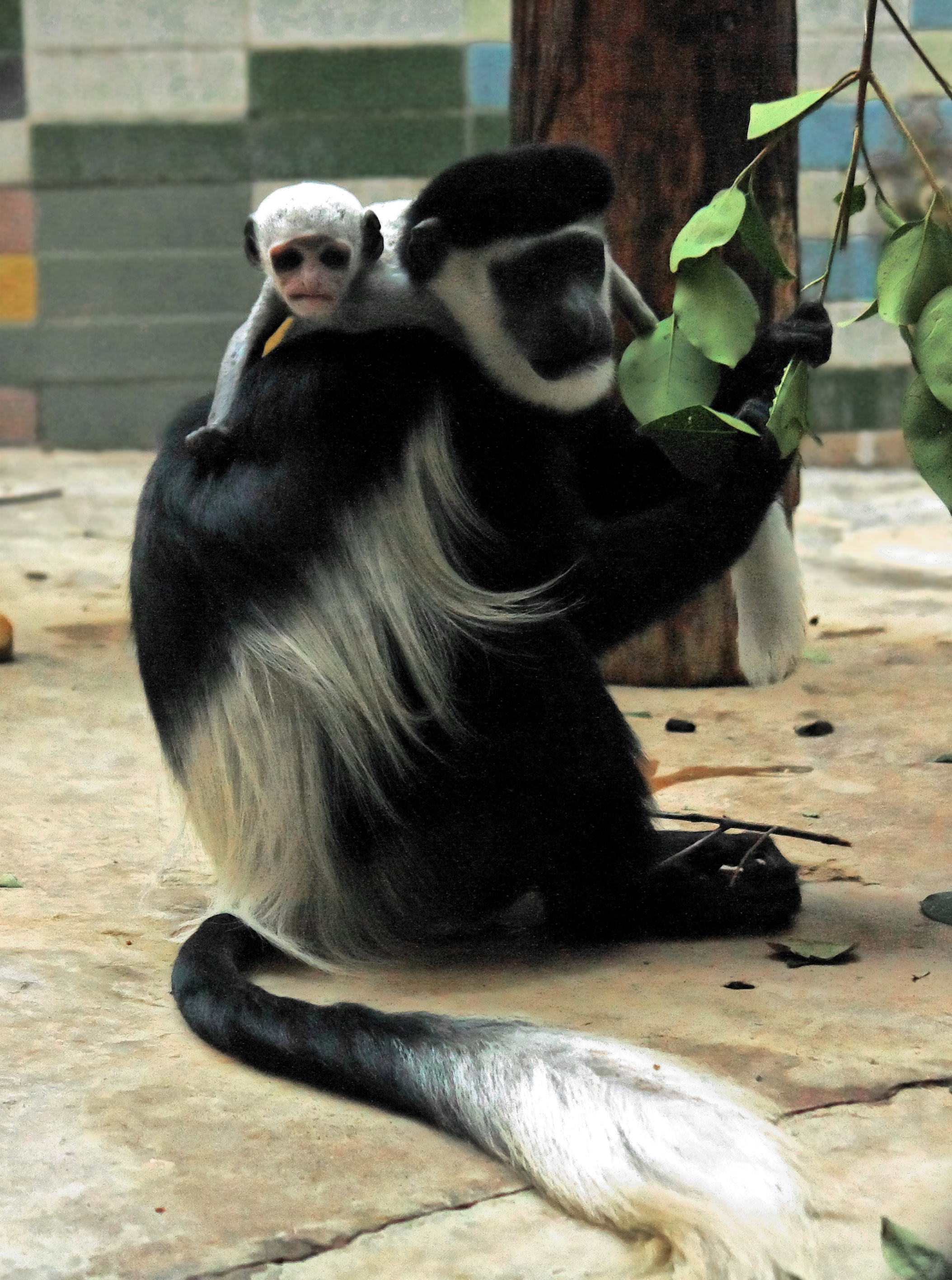
Hona med unge i Shanghai zoo.

Det går inte att missa arten där den sitter i ett träd. När den är liten är den helt vit. När den sedan blir äldre och större mörknar kroppsbehåringen och kontrasterande fransar av långa, vita hårstrån börjar växa runt ansiktet, på båda sidor av ryggen och på svansen.
Arten når en kroppslängd (huvud och bål) av 45 till 72 cm och en svanslängd av 52 till 100 cm. Vikten är 5 till 14 kg och hanar är lite större än honor. Tummen finns bara rudimentärt och stubben är täckt av en nagel. Liksom andra medlemmar av släktet Colobus har östlig svartvit guereza en magsäck som är delad i flera segment. I magsäcken finns en rik bakterieflora som hjälper vid ämnesomsättningen.

## Utbredning och habitat
Den östliga svartvita guerezan lever i centrala Afrika. Utbredningsområdet sträcker sig från Guineabukten till Etiopien och Kenya. Habitatet utgörs av tropiska regnskogar och galleriskogar i låglandet och i bergstrakter.

## Levnadssätt
Denna art lever huvudsakligen i trädtopparna nära floder, men vid enstaka tillfällen kan man se den på gräsmark då den letar efter föda. Ett område på 1 km² kan delas av 100- 500 guerezor, men alla är uppdelade i olika, skilda, familjegrupper med 8 till 15 medlemmar. I varje grupp finns det flera besläktade honor och deras avkommor, men bara en vuxen hane. Gemensam putsning stärker familjebanden, och utbölingar möts med fientlighet. För att försäkra sig om att "grannarna" håller avstånd ryter de vuxna hanarna högt i gryningen och i skymningen. När det börjar bli ont om mat och vatten på en familjs revir, kan det vid enstaka tillfällen hända att de delar samma vatten- och matställen.
Östlig svartvit guereza är aktiv på dagen och vilar på natten i trädens kronor men en individ från flocken håller alltid vakt.

## Fortplantning
Det verkar inte finnas någon särskild fortplantningssäsong utan de föds när det finns rikligt med tillgång på föda. Honorna blir könsmogna vid fyra års ålder, alltså två år tidigare än hannen. Honan visar att hon är redo att para sig genom att smacka med tungan och visar bakdelen för hanen. Ungefär sex månader efter parningen föder honan en helt vit liten unge som är cirka 20 centimeter lång och väger endast 400 gram. Ungen tas inte bara hand om av mamman, utan också av andra honor och ibland även unga hannar. Banden är så starka inom gruppen att en annan gruppmedlem kan få bära ungen så långt bort från mamma som 25 meter, och honorna kan ge di åt andra ungar.
I naturen blir arten upp till 20 år gammal och med människans vård kan den leva 29 år.

## Födan
Blad är huvuddelen av apans föda. Guerezan föredrar späda blad, och eftersom innehåller cellulosa (växtcellväggar) som är svårsmält har den en utvecklat ett specialiserat matsmältningssystem. Med en tredelad mage som smälter maten och en mängd tarmbakterier, kan den här vegetarianen äta sig mätt på växter med mycket näring. Födan kompletteras med några frukter, blommor och unga växtskott.

## Myt och folktro
Den här apans långa, vita man användes förr till att göra traditionella afrikanska huvudprydnader. I legenderna var arten en budbärare från gudarna tack vare sin vana att sitta tyst, som i bön, ibland trädtopparna.

## Hot och status
Det största hotet mot arten är skogsavverkningar för träproduktion eller för etablering av jordbruksmark. I västra delen av utbredningsområdet jagas primaten för pälsens skull. På grund av det stora utbredningsområde listas östlig svartvit guereza av IUCN som livskraftig (LC).

## Närstående arter
Det finns fem arter inom släktet Colobus, inklusive svart guereza (C. satanas) från Västafrika, och angolaguereza (C. angolensis) vars utbredningsområde är något sydligare än den östliga svartvita guerezans. De fem arterna röda guerezor (släkte Piliocolobus) är nära släktingar som också bor i Afrika.